# Obersaasheim

Obersaasheim este o comună în departamentul Haut-Rhin din estul Franței. În 2009 avea o populație de 1.025 de locuitori.

## Evoluția populației
| An        | 1975 | 1982 | 1990 | 1999 | 2006 | 2009  |
| --------- | ---- | ---- | ---- | ---- | ---- | ----- |
| Populație | 546  | 653  | 706  | 807  | 973  | 1.025 |